# Nonagria nigra
Nonagria nigra là một loài bướm đêm trong họ Noctuidae.